# North Carolina A&T Aggies

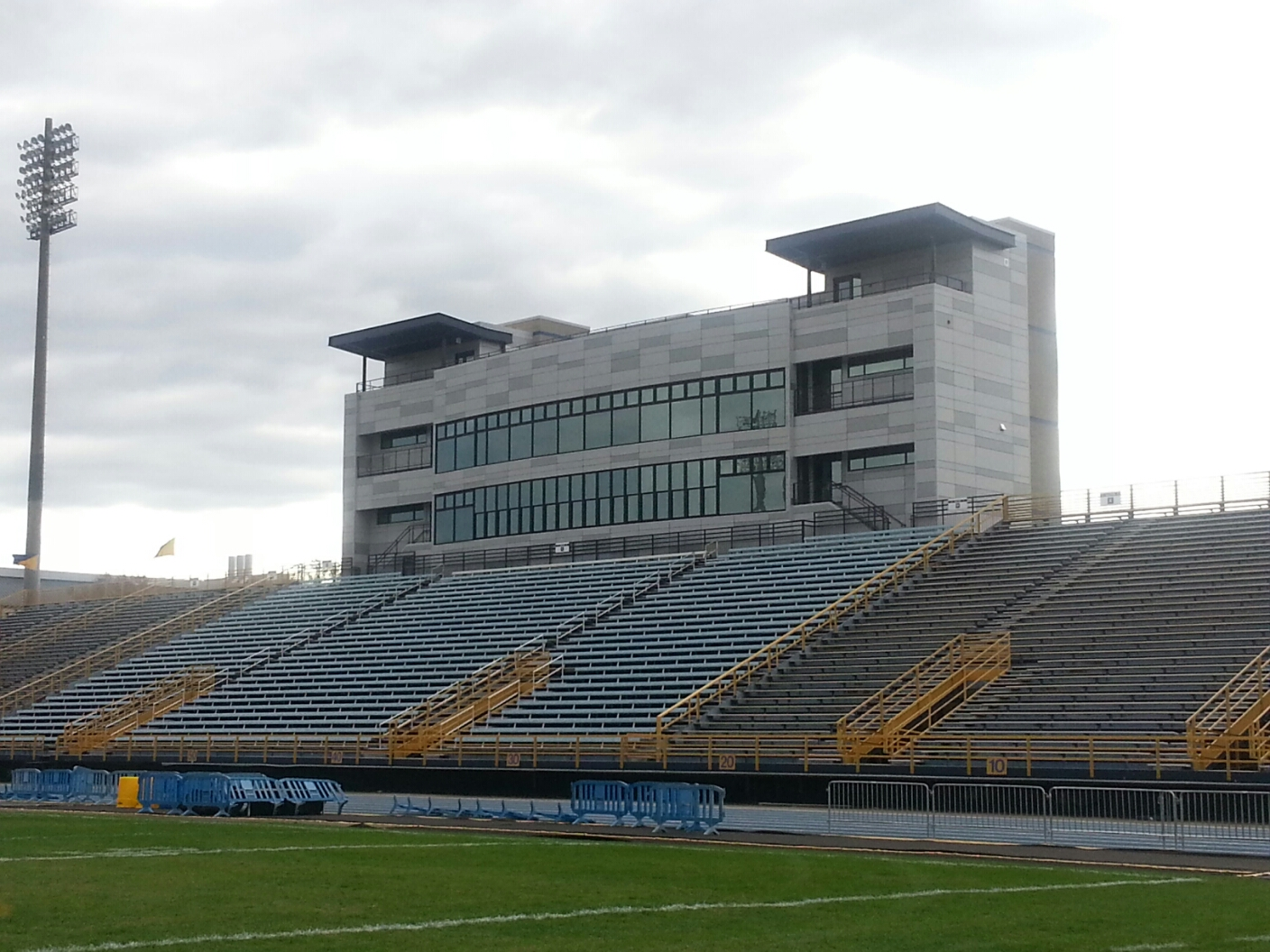
Truist Stadium.

North Carolina A&T Aggies (español: los agrícolas de la Universidad Agrónoma y Técnica Estatal de Carolina del Norte) es el nombre de los equipos deportivos de la Universidad Agrónoma y Técnica Estatal de Carolina del Norte, situada en Greensboro (Carolina del Norte). Los equipos de los Aggies participan en las competiciones universitarias organizadas por la NCAA, y forman parte de la Coastal Athletic Association (CAA). El equipo de fútbol americano jugará la temporada 2022 en la Big South Conference antes de unirse a CAA Football, la liga de fútbol americano técnicamente separada de la CAA, en 2023.

## Programa deportivo
Los Aggies compiten en 6 deportes masculinos y en 8 femeninos:
| - Masculino - Baloncesto - Fútbol Americano - Atletismo - Tenis - Cross - Béisbol | - Femenino - Cross - Baloncesto - Bowling - Softball - Voleibol - Atletismo - Tenis - Natación |

## Instalaciones deportivas
- Corbett Sports Center es el pabellón donde disputan sus partidos los equipos de baloncesto y voleibol. Fue inaugurado en 1978 y tiene una capacidad para 5.700 espectadores.[1]
- Truist Stadium, históricamente Aggie Stadium, es el estadio donde disputan sus encuentros el equipo de fútbol americano. Inaugurado en 1981 y remodelado en 1995, tiene una capacidad para 21.500 espectadores.[2]
- World War Memorial Stadium, es el estadio donde disputan sus encuentros el equipo de béisbol. Diseñado inicialmente para el fútbol americano e inaugurado en 1928, tiene una capacidad para 7.500 espectadores.[3]